# Onthophagus miricollis
Onthophagus miricollis là một loài bọ cánh cứng trong họ Bọ hung (Scarabaeidae).